# 柏原村 (長野県)
柏原村（かしわばらむら）は、長野県上水内郡にあった村。現在の信濃町大字柏原にあたる。

## 地理
- 山：黒姫山、御鹿山、伊勢見山
- 河川：鳥居川

## 歴史
- 1889年（明治22年）4月1日 - 町村制の施行により、近世以来の柏原村が単独で自治体を形成。
- 1955年（昭和30年）7月1日 - 富士里村と合併して信濃村が発足。同日柏原村廃止。
- 1956年（昭和31年）9月30日 - 信濃村が古間村・信濃尻村と合併して信濃町が発足。

## 交通

### 鉄道路線
- 日本国有鉄道
  - 信越本線
    - 柏原駅（現・黒姫駅）

### 道路
- 国道18号

現在は旧村域に上信越自動車道の信濃町インターチェンジの敷地の一部が所在するが、当時は未開通。